# Всемирная выставка (2012)
Экспо-2012 (кор. 2012 여수 세계 박람회) является международной выставкой, признанной Международным бюро выставок (МБВ), которая состоялась в Ёсу, Южная Корея с 12 мая по 12 августа 2012 года. Тема ЭКСПО: «Живой океан и побережье» и подтемы: «Сохранение и устойчивое развитие океана и побережья», «Новые ресурсные технологии» и «Творческая морская деятельность». Более 100 стран, международных организаций и 8 миллионов посетителей приехали на Экспо-2012.

## Участники

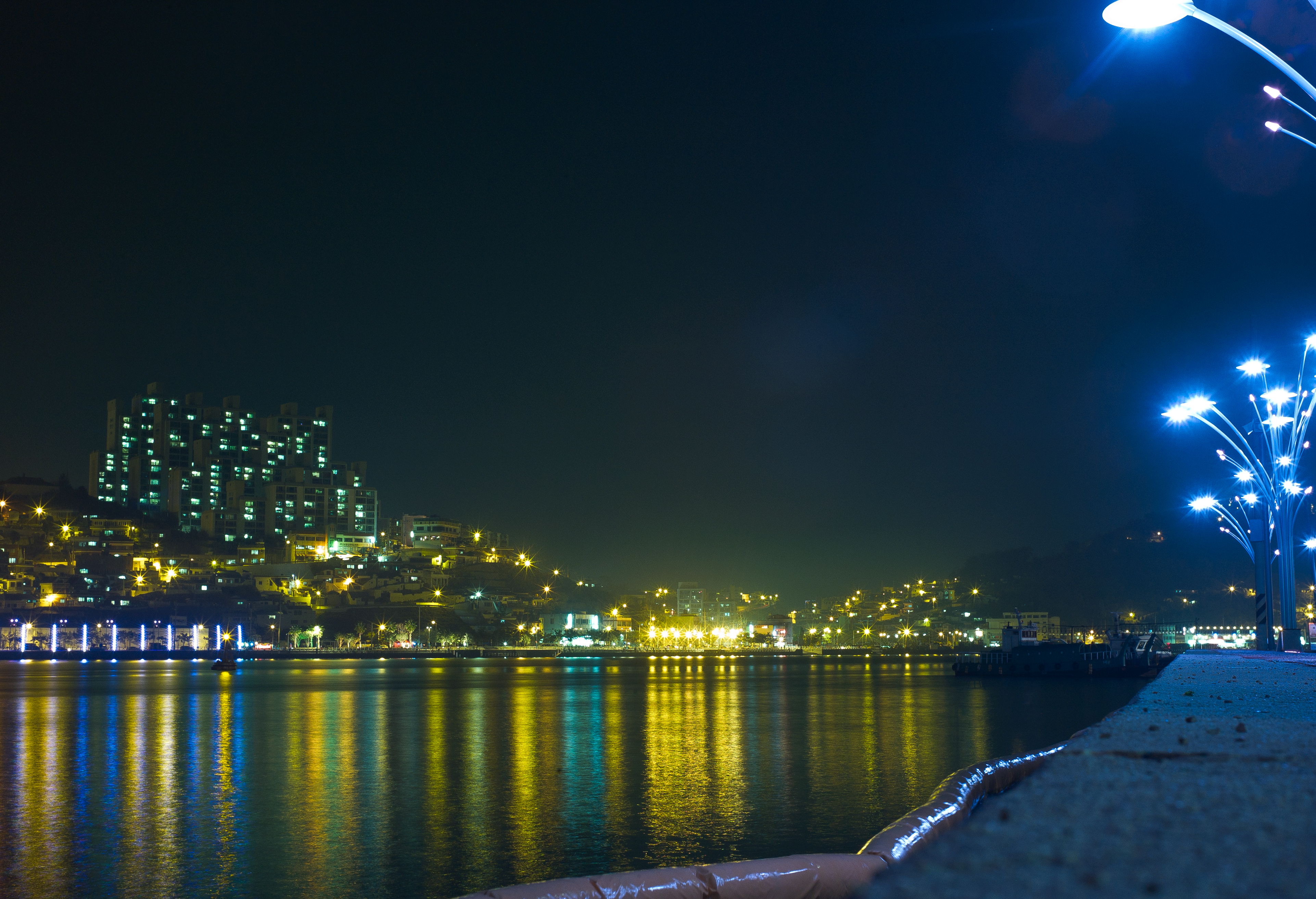
Ёсу ночью

| Европа                    | 22 | Украина, Турция, Азербайджан, Швейцария, Германия, Испания, Румыния, Португалия, Нидерланды, Норвегия, Таджикистан, Бельгия, Италия, Греция, Дания, Франция, Россия, Литва, Монако, Хорватия, Армения |
| Американский континент    | 16 | Панама, Гайана, Сальвадор, Гватемала, Доминиканская Республика, Перу, Гондурас, Никарагуа, Парагвай, Колумбия, Эквадор, Суринам, Аргентина, Уругвай, Антигуа и Барбуда, Сент-Китс и Невис |
| Азия                      | 31 | Узбекистан, Япония, Таиланд, Камбоджа, Вануату, Вьетнам, Непал, Китай, Соломоновы Острова, Лаос, Мальдивы, Монголия, Пакистан, Маршалловы Острова, Индия, Фиджи, Бруней, Восточный Тимор,Казахстан, Самоа, Папуа — Новая Гвинея, Тувалу, Шри-Ланка, Сингапур, Туркменистан, Палау, Бангладеш, Индонезия, Науру, Кирибати, Тонга, Малайзия, Австралия |
| Африка                    | 22 | Ливия, Египет, Сейшельские Острова, Кот-д’Ивуар, Алжир, Ангола, Тунис, Гана, Нигерия, Мавритания, Танзания, Мали, Сенегал, Буркина-Фасо, Габон, Кения, ДР Конго, Судан, Центральноафриканская Республика, Гвинея, Гамбия, Уганда |
| Ближний Восток            | 7  | Саудовская Аравия, Йемен, Оман, ОАЭ, Иордания, Катар, Израиль |
| Международные организации | 8  | ОЭСР, IPCC, МГЭИК, КБР, ООН, МОК, Глобальный экологический фонд |

## Талисман и символ
- Талисман

Ёни и Суни, официальные талисманы Экспо-2012, являются олицетворением планктона, основного источника пищи для морских обитателей и ключевой поглотитель углекислого газа из атмосферы. Темно-синий цвет Ёни символизирует глубокие воды океана и его безграничные природные ресурсы, в то время как ярко-красный цвет Сони представляет живые организмы мирового океана и суши; щупальца означают разнообразные взаимосвязанные средства общения со всеми посетителями этого глобального события. Хотя каждое из этих названий происходит от «Ёсу», где Ё означает «красивый» и Су означает «вода», имена Ёни и Суни передают намерение заявить о себе как о городе, способном принимать гостей со всего остального света.
- Логотип

Логотип Экспо 2012 Йосу Корея выражает сущность самоидентификации Экспо. Упрощенная абстракция органических форм экологии, океанов и окружающей среды, представленные в логотипе, символизируют живой океан и побережье, тематику Экспо . Красный цвет характеризует экологию, синий — океан и зелёный означает окружающую среду. Вся картина отражает гармонию между матушкой-природой, людьми и океаном.

## Решение о месте проведения события
- Было принято путём голосования на 142-м Генеральном заседании стран-участниц Бюро международных выставок (МБВ)
  - Время и место: 19:00 на генеральном собрании в Париже, Франция, 26 ноября 2007 года (27 ноября в Корее)
  - Возможные места: Ёсу в Корее, Танжер в Марокко, Вроцлав в Польше
- Каким образом избиралось место проведения
  - Во-первых: место должно было получить более 2/3 всех голосов
  - Во-вторых место с наименьшим числом голосов выбывало, а между оставшимися двумя проводилось дополнительное голосование, на котором и определялся победитель
- Ёсу, Корея была выбрана в качестве места проведения Международной выставки с 77 голосов во втором голосовании, одержав победу над Танжер (Марокко) с его 63 голосами.

| 142-е заседание Бюро международных выставок 26 ноября 2007 года, 19:00, во Дворце Конгрессов, Франция |                  |         |         |
| Город                                                                                                 | Страна           | Раунд 1 | Раунд 2 |
| Ёсу                                                                                                   | Республика Корея | 68      | 77      |
| Танжер                                                                                                | Марокко          | 59      | 63      |
| Вроцлав                                                                                               | Польша           | 13      | -       |

## Тема, видение, и цели

### Тема
Живой океан и побережье: Разнообразие ресурсов и устойчивого развития
Разнообразие ресурсов и устойчивой деятельности определяют руководящий принцип, который должен направлять все будущие действия в отношении наших океанов. Только при устойчивом использовании, другими словами, находя баланс между производством и потреблением, охраняя при этом разнообразие ресурсов, видов и культур, океаны и прибрежные районы способны выжить.

### Происхождение темы
- Тема Экспо поможет пролить свет на знания человечества и продвижение технологии относительно океана и побережья, и определить пути решения проблем, стоящих перед океаном. Поскольку Конвенция Организации Объединённых Наций по морскому праву вступила в силу в 1993 году, океан превратился в важный элемент в решении различных проблем человечества, в том числе, связанные с ресурсами, пищей, территориями и окружающей среды. Тем не менее, промышленная деятельность наносит ущерб морской экосистеме и впоследствии приводит к сокращению рыбных запасов. В результате, океан сталкивается с серьёзным кризисом. Поврежденная морская экосистема, глобальное потепление и стихийные бедствия не ограничиваются определенной страной или регионом, но являются вопросами, решение или не решение которых могут привести к глобальным последствиям. Таким образом, Экспо 2012 в Ёсу на тему «Живой океан и побережье», проложит путь для совместных глобальных усилий по решению подобных вопросов.
- Тема Экспо-2012 «Живой океан и побережье», была разделена на три подтемы: Формирование и сохранность океана и побережья, новые ресурсные технологии и творческая морская деятельность. Эти подтемы получили дальнейшее развитие в 6 тематических группах, а именно, климат и окружающая среда, морская флора и фауна, морская жизнь, морская промышленность и технологии, морской город и морская цивилизация, морское искусство, каждый из которых будет выставлен в соответствующих подтематических павильонах .

### Подтемы
- Развитие и сохранность океана и побережья
  - Целью данной подтемы является вдохновение и выведение на новый уровень сотрудничества международного сообщества в рамках борьбы с изменением климата и создание парадигмы, при которой развитие и охрана окружающей среды смогут найти лучший баланс.
  - Последние десятилетия стали свидетелями серьёзной экологической деградации, вызванной безрассудным использованием и чрезмерным освоением природных ресурсов человечеством. Наши экономики и общества должны вырваться из тисков своих нынешних экономик на базе ископаемого топлива, чтобы минимизировать ущерб как для людей, так и для окружающей среды. Сегодня частные лица, компании, страны и мировое сообщество должны понимать, что морские ресурсы ограничены и не должны быть предметом неосторожного обращения. Они есть основа для здорового развития нашего будущего общества, и люди и экосистема должны рассматриваться на одном уровне.
- Новые ресурсные технологии
  - Данная подтема иллюстрирует прогресс и перспективы развития морских технологий, новый катализатор роста человеческого прогресса.
  - страны борются друг с другом, чтобы стать более конкурентоспособными в морской отрасли, разрабатывают технологии для решения вопросов, связанных с ресурсами и изменением окружающей среды. Сдержанное использование ресурсов, обеспечивающее баланс между развитием и сохранностью, возможно только при наличии передовых морских наук и технологий. Содействие морской отрасли будет создавать добавленную стоимость и создавать новые рабочие места для преобразования вялой промышленности в недорогие и высокоэффективные системы.
- Творческая морская деятельность
  - Данная подтема намерена продемонстрировать взаимосвязь между океанами и человечеством через культуру и искусство и продвигать новые идеалы морского гражданина и морской цивилизации (игра слов: seatizen и seavilization).
  - энергичная смесь игры и опыта разыгрывает воображение и любопытство к неведомому миру, вдохновляя мальчиков и девочек по всему миру научиться любить и ценить океан. Обширная коллекция связанных с морем культуры и искусства, включающая поэзию, романы, фильмы, оперы, мюзиклы, спектакли и музыка будут выставлены на Экспо-2012.

## Видение
Возвращение жизни морю и побережью
Повышение уровня моря, утрата биологического разнообразия, окисление и загрязнение окружающей среды всего лишь несколько опасностей, угрожающих нашим морям и побережьям. Восстановление жизнестойкости нашей морской среды является обязанностью всего мирового сообщества.
Видение «зеленого» развития
Море является нашим зелёным двигателем будущего роста. Его богатые ресурсы и потенциал предоставляют нам возможность проводить важные исследования в области био- и нанотехнологий.
Видение сотрудничества
Море открывает новый рубеж для глобального сотрудничества в целях реализации гармоничного сосуществования с морской средой.

## Цели
- Люди, океаны и побережья, сосуществующие в гармонии
- Развлечения дают ценные уроки в отношении океанов, помогая посетителям лучше понять океан и важность устойчивого управления нашими водами. Новая постиндустриальная модель морского гражданина(Seatizen) будет выступать в качестве моста между океаном и человечеством.
- Незабываемые впечатления
  - Экспо обещает вдохновляющие и запоминающиеся впечатления от предстоящих оригинальных выставок, рассказов и привлекательных достопримечательностей.
- Вкус будущего
  - Передовые информационные технологии и морские технологии объединятся, чтобы создать многомерный выставки, предлагая испытать на себе морские технологии будущего, виртуальную реальность и океан прошлого. Развивающиеся страны будут иметь возможность познакомиться и поделиться передовыми экологически чистыми морскими технологиями, а также смогут оценить видение завтрашней морской промышленности и науки.
- Международное сотрудничество
  - Содействуя новому уровню международного сотрудничества и мирного использования морей, декларация Ёсу предложит пост-Киотское видение, и проект Ёсу будет способствовать укреплению в развивающихся странах потенциала в решении связанных с морем проблем.
- Пост-выставочная утилизация
  - подробный план будет разработан для пост-выставочного использования предметов выставки и последующей модернизации Йосу с их помощью. Морские научно-исследовательские учреждения и организации будут по-прежнему приветствоваться в Ёсу с тем чтобы сохранить его как экологически чистый город морской науки и промышленности после Экспо.

## Стратегия
- Зелёная экспозиция
  - В духе тематики Экспо-2012 все подготовительные работы и мероприятия оставят после себя ограниченный выброс углерода в атмосферу, а также Энергетический парк послужит испытательным стендом для возобновляемых источников энергии. Вся территория Экспо будет застроена с использованием экологически чистых методов и вторичного сырья с наименьшим выбросом отходов.
- Вездесущая экспозиция
  - Строительство и эксплуатация объектов выставки будут основаны на передовых информационных технологиях Кореи. Посетители будут иметь возможность получить новые ощущения, связанные с виртуальной и прочей реальностью. Цифровая галерея Экспо, среди прочего, будет представлять вездесущую Экспо.
- Дизайнерская экспозиции
  - Каждый объект Экспо-2012 будет основываться на самых вдохновляющих и современных дизайнах. Крупные объекты, в том числе корейский павильон и тематические павильоны, будут основаны на дизайне победителей международного конкурса, состоявшегося именно для этой цели. Известные арт-директора будут приглашены координировать различные культурные и творческих мероприятия и давать рекомендаций по созданию выставок мирового класса.
- Культурная экспозиция
  - культурные мероприятия будут основными достопримечательностями в Экспо-2012. Вкус культуры и искусства можно будет витать на официальных мероприятиях, содержании выставок и семинарах. Символические культурные продукты будут спроектированы для рекламирования выставки, и всемирно известные культурные и художественные выступления станут неотъемлемой частью рекламирования региона Ёсу.

## Содержание

### Корейский павильон
Корейский павильон будет спроектирован для передачи послания темы Экспо-2012 и подчеркнуть видение и роль Кореи.
Выставочный зал будет украшен традиционными корейскими конструкциями и цветами, и, как принимающая страна, предоставит разнообразный выбор официальных мероприятий и событийные уголки, специально подготовленные для данного международного мероприятия.
Особенности корейских морей и наиболее заметные достижения в области судостроения, морского транспорта, морепродуктов, морских технологий и морской безопасности составят выставку.

### Международные павильоны
Международные павильоны, занимающие большую площадь всех объектов выставки, являются территорией стран-участниц, отведенной для планирования и проведения своих выставок. Там будет четыре тематических блока, в том числе: море жизни, морской обмен, море мира и море суши

### Тематические павильоны

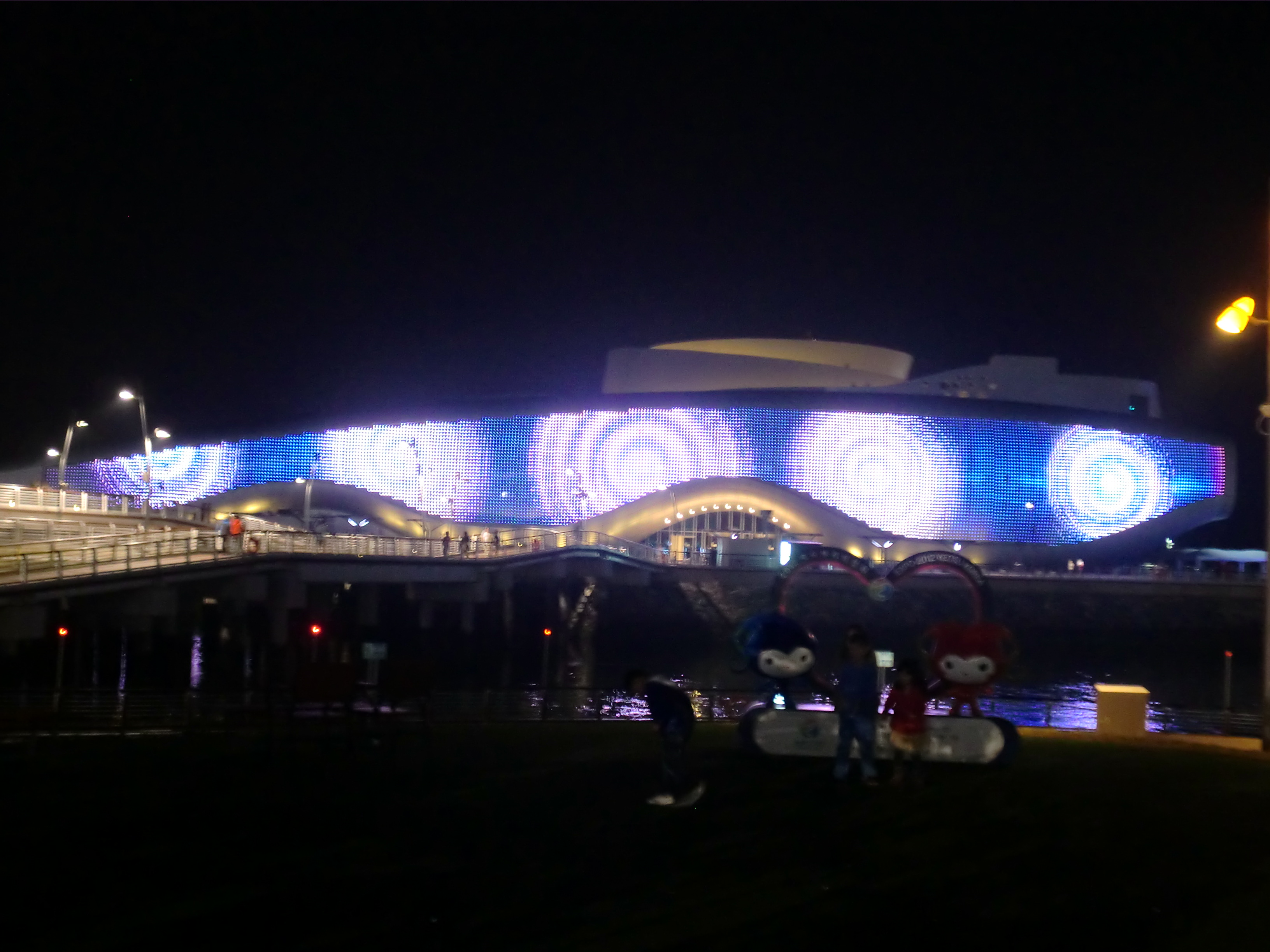
Экспо 2012 Тематические павильоны

Основная концепция Живого океана и побережья является «жизнь». Жизнь охватывает не только пространство, время, культуру, науку, технологии, западные и восточные идеи, но и экосистемы и человечество. Глядя на предыдущие выставки (" Экспо в Сарагоса на тему "Вода, Экспо в Лиссабоне на тему «Море» и «Будущее наследие»), Экспо 2012 стремится вырваться далеко вперед за пределы прошлых концепций.

### Павильон морской жизни (Аквариум)
отталкиваясь от тематики того, что морская флора и фауна являются источником всей жизни, выставка покажет разнообразие морских ресурсов и жизнеспособность их непрерывного использования и развития. Посетители смогут оценить сокровищницу моря и биоразнообразия, и, обращая внимание на взаимоотношения человека с океаном, поймут важность охраны морской среды.

### Экспо-город
Он будет разработан в качестве основной модели экологически чистого побережья города и использоваться в качестве испытательного стенда проекта Зелёный дом. Он будет перестроен под океанические таймшеры и премиум-жилье после Экспо.

### Декларация Ёсу
Декларация Ёсу будет подписываться с целью требования международного реагирования на такие ситуации, как загрязнение и чрезмерный вылов рыбы, и подчеркнет то, что сохранность океана и устойчивого развития находятся под угрозой. Он подчеркнет важность международного сотрудничества и реализуемые действия для решения проблем океана.

### Проект Ёсу
Проект Ёсу — это программа в духе Декларации Ёсу, которая помогает развивающимся странам в преодолении трудностей, связанных с океаном и прилегающими прибрежными зонами. Корея будет реализовывать проект Ёсу, остановив выбор на лучших бизнес-моделях, предложенных на проводимых переговорах с международными организациями и странами-участницами Экспо.
На СЭЗ в Ёсу в распоряжении у Мун Сон Мёна находятся 1000 га прибрежной земли, выделенное правительством Кореи под строительство пансионата. В 2006 году, ещё до объявления Ёсу местом проведения Экспо-2012, Министерство финансов и экономики Республики Корея утвердило план строительства туристического комплекса на СЭЗ в Ёсу, разработанного Ильсонг Констракшн, дочерней строительной компании Тонъиль групп, а в 2008 году строительная компания провела церемонию закладки фундамента, где присутствовал Мун Сон Мён, губернатор провинции Чолла-Намдо и председатель СЭЗ. Туристический комплекс будет включать в себя инфраструктуры туризма, досуга, развлечений, океанских видов спорта и разделен на пять тематических территорий: Морская лагуна, Золотой остров, Вершина холма, Лесная долина и Вершина горы. До 2015 года Тонъиль групп планирует инвестировать в СЭЗ $1,5 млрд, помимо этого, будут привлечены $4,5 млрд
иностранных инвестиций в проект $1,5 млрд
Тонъиль групп заказал многомиллионный проект по строительству двух гостиниц на общую жилую площадь в 55000 м² в Ёсу, которые планируются быть завершенными к Экспо-2012

### События
- Кан Донсук, председатель организационного комитета ЭКСПО 2012 посетил страны-участницы (6 октября 2010 года)
- Возле Йосу построена крупномасштабная туристическая деревня (6 октября 2010 года)
- 61 страна подтвердила своё участие (3 августа 2010 года)
- Оргкомитетом Экспо 2012 был проведён семинар «Новый океан и зеленая экономика» (22 июля 2010 года)